# Hostišová
Hostišová är en ort i Tjeckien.   Den ligger i regionen Zlín, i den östra delen av landet, 250 km öster om huvudstaden Prag. Hostišová ligger 305 meter över havet och antalet invånare är 438.
Terrängen runt Hostišová är platt västerut, men österut är den kuperad.Runt Hostišová är det tätbefolkat, med 659 invånare per kvadratkilometer. Närmaste större samhälle är Zlín, 6,5 km sydost om Hostišová. Trakten runt Hostišová består till största delen av jordbruksmark.